# مرکز پزشکی آتلانتا
مرکز پزشکی آتلانتا (به انگلیسی: Atlanta Medical Center) بیمارستانی خصوصی در شهر آتلانتا ایالات متحده آمریکا است که در ۱۹۰۱ میلادی ساخته شد و دارای ۴۶۰ تخت است.